# Adrian Serioux
Adrian Serioux (Scarborough, 12 maggio 1979) è un ex calciatore canadese, di ruolo difensore.

## Palmarès

### Club

#### Competizioni nazionali
- Campionato MLS: 1

Houston Dynamo: 2006
- Canadian Championship: 1

Toronto FC: 2009